# Eredet (film)
Az Eredet (Inception) amerikai–brit koprodukcióban készült sci-fi–akciófilm, melynek írója, rendezője és producere Christopher Nolan. A főszerepben Leonardo DiCaprio látható, aki tolvajként értékes titkokat lop el a tudatalatti mélyéről az álom állapotában. A további szerepeket Cillian Murphy, Vatanabe Ken, Joseph Gordon-Levitt, Marion Cotillard, Elliot Page, Tom Hardy, Tom Berenger és Dileep Rao játsszák. Kameo-szerepben Michael Caine is feltűnik.
Észak-Amerikában 2010. július 16-án mutatták be, a hagyományos mellett IMAX filmszínházakban is, míg a magyar bemutatóra 2010. július 22-én került sor.
Mottó: A tudatod lesz a tetthely. (Your mind is the scene of the crime.), Az álom valóság. (The dream is real.)

## Cselekmény

Dom Cobb szerepében Leonardo DiCaprio

Dom Cobb profi tolvaj, aki képes behatolni mások elméjébe, az álmaikon keresztül. Egy technológiai megoldás lehetővé teszi, hogy mikor az áldozat álomfázisba jut, az álomtolvaj (úgynevezett "extraktor") beleférkőzzön az agyába, és értékes gondolatokat lopjon ki onnan. E tudás azonban az ipari kémkedés legkeresettebb bűnözőjévé és a múltja miatti örökké menekülő, magányos férfivá tette Cobbot. Cobb legújabb célpontja Saito, egy gazdag és befolyásos mágnás, akin nemrég tesztelték az "álom az álomban" módszert, hogy szigorúan titkos információkat lopjanak ki a fejéből. Az akció azonban meghiúsult Cobb visszatérő emlékképei miatt a néhai feleségéről, Malról, aki rendszeresen kísért Cobb álmaiban. Saito ennek ellenére felajánl Cobbnak egy újfajta megbízást: ezúttal nem lopnia kell egy gondolatot, hanem el kellene ültetnie egyet valakinek a fejében, ez az incepció. A kiszemelt célpont Robert Fischer, egy hatalmas üzleti birodalom örököse, akinek úgy kell döntenie, hogy feladja a vállalata vezetését. Ha az akció sikerül, Saito elintézheti, hogy Cobb ellen megszűnjenek a körözések, aki így visszatérhet az Amerikai Egyesült Államokba, rég nem látott gyerekeihez. Cobb némi habozás után elfogadja az ajánlatot.
A feladat végrehajtásához megfelelő csapatot szervez maga mellé, melyhez megmozgatja korábbi kapcsolatait is. A csapat tagjai közt van Arthur, Cobb egyik legrégebbi kollégája,  szintén profi extraktor; Eames, aki szélhámos, szakértője a hamisításnak; Yusuf, a vegyész, aki a tudatmódosult álomállapot előidézésért felel; valamint Ariadne, egy fiatal és tehetséges építész, akit Cobb egyetemi tanára és apósa ajánl a csapatba. Az ő feladata az álomvilág megtervezése, amelyben az alanyt helyezik el. Továbbá Saito is velük tart,  hogy ellenőrizze a küldetés sikerességét. A feladatuk az, hogy az alanyt bevonják egy csoportos álomba, mely során a tudatalattijának mélyére hatolva, több álomszinten keresztül plántálják belé a rögzítendő gondolatot. A küldetés időpontját Robert Fisher Sydney-ből Los Angelesbe tartó repülőutazásának idejére tűzik ki. Mindössze 10 óra áll rendelkezésükre, hogy bejussanak Fischer elméjébe, a gondolatot elültessék és kijussanak élve.

Jelenet a filmből

Az első álomszinten, ami egy esős belvárosban játszódik, a csapatot fegyveres támadás éri a célpont elméjének projekciói által. Mint kiderül, Fischer maga is kellő tudással rendelkezik a tudatalatti védelemről, az elmébe behatoló extraktorok elhárítására. A helyzetet tovább bonyolítják Cobb újabb felbukkanó emlékképei a múltjából. Ráadásul Saito megsebesül a támadások során, és hogyha meghal, a nyugtatóval stimulált állapotban nem tud felébredni (ha az álomban meghalunk, felébredünk), hanem az elméje lekerül az úgynevezett váróba, a strukturálatlan álomtérbe. Cobb az egyedüli, akinek vannak tapasztalatai a váróról, mert mint kiderül, ő már korábban is járt ott. Noha a küldetés egyre veszélyesebbé válik, a csapat rászánja magát, hogy továbbhaladjanak. Úgy tervezik, hogy az akció végrehajtását követően egy jól időzített "lökéssel" jutnak ki az álomból: a lökés kiváltja azt a zuhanásérzést, ami kizökkenti az álmodót az álomállapotból.
A csapat újabb álomszintre ereszkedik le, miközben Yusuf (aki az első álomszint álmodója) vigyáz rájuk, és megvédi őket Fischer testőrségi projekciói ellen. Az ő dolga továbbá elindítani a lökéshullámot, amikor a csapat végzett a küldetéssel.

Robert Fischer (Cillian Murphy)

A második álomszint helyszíne egy hotel, melyet Arthur álmodik. Itt Cobb megpróbálja szembefordítani Fishert a saját tudatalattijával, azáltal, hogy elhiteti vele, hogy az elméjét akarják megvédeni. Eames eljátssza Fischer keresztapját, Peter Browningot, azt a látszatot keltve, hogy Browning akarja megszerezni Fisher apjának vállalatát; az incepcióval lényegében azt sugallják Fishernek, hogy nem méltó örököse az apja birodalmának. Hogy még mélyebbre ültessék ezt a tudatalattijában, újabb álomszintre mennek le, amelyben már maga Fischer is segítségükre lesz, abban a hiszemben, hogy Cobb és csapata az elméje védelmét szolgálják. A harmadik álomszint álmodója Emaes, a helyszín egy havas hegyvidék, a feladatuk pedig behatolni egy hatalmas erőd mélyébe, ami Fischer tudatalattijának központja. A projekciók közben a nyomukban vannak, emellett Yusuf elindítja a lökéshullámot az első álomszinten, akárcsak Arthur a másodikon, így az idejük is vészesen fogy.
Fischer már majdnem bejut a tudatalattija széfjébe, amikor megjelenik Mal, Cobb kivetüléseként, és végez Fischerrel, akinek elméje a váróba zuhan. Cobb tudja, hogy csak úgy  hozhatja vissza Fishert a váróból, ha ő maga megy utána. Ariadne szintén vele tart, hogy segítségére legyen. A váróban omladozó épületeket találnak, amelyek Cobb tudatalatti világának lepusztult maradványai. Elmeséli, hogy ő maga alkotta meg mindezt Mallal együtt, amikor hosszú évtizedekig a váró álomállapotában ragadtak. Sokáig éltek itt kettesben, de Cobb számára végül értéktelenné vált az álom, ellenben Mallal, aki a várót érezte valóságnak. Ez a gondolat mindvégig benne maradt, még akkor is, mikor felébredtek. Mal úgy érezte, vissza kell jutnia az álomba, mert az maga a valóság - a tényleges valósággal szemben -, s ennek egyetlen módja a halál. Így végül öngyilkos lett, meggyilkolásával pedig Cobbot vádolták, aki menekülésre kényszerült, hátrahagyva egykori otthonát és a gyerekeit.

Cobb toteme, a pörgettyű. Hogyha eldől, tudja, hogy valóságban van.

Amikor Cobb szembekerül Mal kivetülésével, hosszú, nehéz pillanatokat él át, míg végül bevallja Ariadne előtt: ő ültette a gondolatot Mal fejébe arról, hogy a világa csak álom, hogy a valóságba visszatérhessenek. Noha segíteni akart a feleségén, hogy megszabaduljon az álom rabságától, nem számolt azzal, hogy a gondolat elburjánzik, és Mal a valóságot is csak álomnak fogja hinni. Ugyanakkor a vallomása során azzal is szembesíti önmagát, hogy Mal kivetülése csupán a bűntudatának megnyilvánulása, ezzel végre képes továbblépni a felesége halálán. Ariadne közben visszatér Fisherrel a váróból az álomszintbe, Fischer pedig bejut a széfbe, ahol az édesapja biztosítja, azért csalódott benne, mert azt hitte, őt akarja követni, és hogy az ő vállalkozásának továbbvitele helyett álljon inkább a saját lábára. Ezek után a lökéshullámok egyidejűleg beütnek az álomszinteken, a csapattagok pedig Fischerrel együtt felébrednek. Egyedül Cobb marad lent a váróban, aki vállalta, hogy megkeresi Saitót, aki időközben szintén a váróba került.
A film végén a váróban ragadt idős, megkeseredett Saito találkozik a szintén megöregedett Cobbal (paradoxon, a film ugyanezen jelenetsorokkal kezdődött), s miután mindketten emlékeztetik egymást egykori önmagukra, visszatérnek a valóságba. Újra a repülőgépen találják magukat, ahol Saito végül beváltja az ígéretét: kapcsolatai révén megszünteti a Cobb ellen irányult körözéseket, aki immár gond nélkül amerikai földre léphet.
Az utolsó jelenetekben Cobb végre hazaérkezik otthonába, ahol még utoljára meg akar róla győződni, hogy álmodik-e vagy valóságban van; ránéz a totemére, amiről tudja, hogyha nem dől el, akkor álomban ragadt. Azonban végül elrohan a gyerekeivel játszani, mielőtt ő maga (vagy a néző) láthatná az eredményt.

## Szereplők
- Leonardo DiCaprio mint Dominick "Dom" Cobb (magyar hangja: Hevér Gábor): Extraktor, aki titkokat lop ki az emberek elméjéből, akkor, amikor azok a legsebezhetőbbek: álmukban. Cobbnak mindazonáltal komoly kihívást jelent szembenéznie a saját tragikus múltjával. Bár DiCaprio volt az első színész, akit meghallgattak a szerepre, Brad Pitt és Will Smith neve is felmerült Cobb alakítójának.[4]
- Vatanabe Ken mint Saito (magyar hangja: Kőszegi Ákos): Egy gazdag és befolyásos mágnás, Cobb megbízója. A rendező kifejezetten Vatanabe-t választotta a szerepre, a Batman: Kezdődik! c. filmben nyújtott alakítása miatt.[5]
- Joseph Gordon-Levitt mint Arthur (magyar hangja: Hujber Ferenc): Cobb régi és legmegbízhatóbb kollégája. A célpontokkal kapcsolatos kutatómunka képezi fő feladatát. Arthur szerepére James Franco is esélyes volt.[6]
- Marion Cotillard mint Mallorie "Mal" Cobb (magyar hangja: Györgyi Anna): Cobb elhunyt felesége. Gyakran feltűnik Cobb álmaiban, mint a férfi bűntudatának megnyilvánulása, a neje halála miatt. Cobb nem képes irányítani Mal kivetüléseit az elméjében, ami a legtöbbször befolyásolja a tudatalattijának történéseit is. A rendező elmondása szerint érzelmi párharcok tükrözése a két szereplőn komoly színészi megpróbáltatást jelentett, mind DiCaprio, mind Cotillard számára.[7]
- Elliot Page mint Ariadne (magyar hangja: Bogdányi Titanilla): Fiatal építész, Miles egyetemi hallgatója, a legújabb tag Cobb csapatában. Ő az egyedüli, akivel Cobb bízik megosztani a múltjával kapcsolatos emlékeit. Evan Rachel Wood volt a rendező első választása Ariadne szerepére, ám ő visszautasította. Mielőtt Ellen Page leszerződött a filmhez, Emily Blunt, Rachel McAdams, Emma Roberts, és Carey Mulligan neve is felmerült a szerepre.[8]
- Tom Hardy mint Eames (magyar hangja: Király Attila): Cobb régi munkatársa, hamisító. Az álomban képes mások alakját is magára ölteni, amivel tökéletesen megtéveszti a célszemélyt. Szemfényvesztő képességei nagy hasznára vannak Cobb csapatában, az elme manipulánsához. A rendező elmondása szerint, jórészt Graham Greene jelleméről mintázta Eames karakterét.[9]
- Dileep Rao mint Yusuf (magyar hangja: Scherer Péter): A csapat kémikusa, kiváló erősségű nyugtatót készít, ami stabilizálja az álomszinteket.
- Cillian Murphy mint Robert Fischer (magyar hangja: Welker Gábor): Egy üzleti birodalom örököse, a célpont. A rendező kifejezetten azt akarta, hogy Fischer számára az apjával való kapcsolatának felgöngyölítése legyen legfőbb lényege.[10]
- Tom Berenger mint  Peter Browning (magyar hangja: Sörös Sándor): Robert keresztapja, az idősebb Fischer bizalmasa. Robert apjának halálával, ő maga lenne a vállalat tényleges irányítója.
- Pete Postlethwaite mint Maurice Fischer (magyar hangja: Forgács Gábor): Robert haldokló édesapja. Az Eredet volt Pete Postlethwaite utolsó filmje, mielőtt 2011-ben meghalt.
- Lukas Haas mint Nash (magyar hangja: Dévai Balázs): Cobb egyik munkatársa, építész. A helyét később Ariadne váltja fel.
- Michael Caine mint Miles professzor (magyar hangja: Fülöp Zsigmond): Mal édesapja, Cobb mentora és egykori tanára, valamint apósa, egyúttal Ariadne egyetemi professzora. Miles Cobb gyermekeinek a gyámja.

## A film születése
A film ötlete Christopher Nolan fejéből pattant ki azon elképzelés alapján, hogy mi történne, ha lenne egy hely, ahol az emberek beléphetnének egymás álmaiba; egy amolyan álom-megosztó tér. Ez lehetőséget adna rá, hogy hozzáférjünk mások tudatalattijához. És mi lenne, ha valaki ezt kihasználná és visszaélne vele? Továbbá, ha az információt ki lehetne hozni mások elméjéből, egyértelművé válna, hogy az lopott, mivel előtte nem létezett.
Nolan a Los Angeles Times újságnak nyilatkozott arról, hogyan került a képbe az egész projekt: „Már nagyon régóta szerettem volna ezt megcsinálni: voltaképpen 16 éves korom óta ezt tervezem” – magyarázta. „Az első vázlatot a forgatókönyvhöz 7-8 évvel ezelőtt készítettem, de az ötlet, az álombéli élet a valóság egy másik állapota, már sokkal régebb óta a fejemben van. Alapjában véve a film a valóság szintjeivel foglalkozik, a valósággal és annak felfogásával, ami engem nagyon érdekel. A film igazából egy akciófilm, ami napjainkban játszódik, némi sci-fi beütéssel. Cobb (Leonardo DiCaprio karaktere), aki a történet középpontjában áll, a szakértője egy adott technológiának, amiről a film is szól és ez a dolog hozta össze azt a csapatot, akiket majd látunk a filmen. Nagyon összetett film lesz egy kevés »betöréses film« hangulattal. Egy globális akció-kaland.” Az első szereplő, akit a rendező beválogatott, Leonardo DiCaprio volt. Ketten hónapokat töltöttek a forgatókönyv átbeszélésével, finomításával. Sokáig dolgoztak rajta, hogy a főszereplő érzelmi fejlődése legyen az igazi hajtóereje a filmnek.

## A film forgatása
2009. február 11-én bejelentették, hogy a Warner Bros. megvásárolta az Eredet forgatókönyvét. A forgatás Tokióban kezdődött 2009. június 19-én. Az egyéb helyszínek között megtalálható Los Angeles, London, Párizs, Tanger és Calgary. A filmet 35 mm-es nyersanyagra forgatták, kivéve a kulcsjeleneteket, amikhez 65 mm-est használtak. Bizonyos jeleneteket VistaVisionnel vettek fel, de Nolan ezúttal nem használt különleges IMAX kamerákat, mint A sötét lovag forgatásán. A rendező így nyilatkozik erről: „Úgy éreztem, hogy nem leszünk képesek IMAX kamerákkal forgatni, mert ezek a kamerák méretesek és mivel ez a film egy potenciálisan szürreális területtel foglalkozik – álmok és így tovább – azt akartam, hogy élethű legyen. Így nem köt az IMAX kamerák mérete, bár szeretem a formátumot.” Nolan ezenkívül úgy döntött, hogy nem készít manapság divatos 3D-s filmet, a digitális video nem nyújt elég magas minőségű képet. A speciális effektusok felelőse, Chris Corbould és csapata óriási, forgó folyosókat és hatalmas billenő szórakozóhelyet épített az álom-jelenetek számára, ahol a fizika törvényei megváltoznak. Az egyik szereplő, Joseph Gordon-Levitt heteket töltött tanulással, hogy megfelelően tudjon harcolni a forgó folyosón, ami bevallása szerint úgy forgatta, mint egy „óriás mókuskerék.” Nolan elmondása szerint „Olyan volt, mint valami hihetetlen kínzóeszköz, hetekig szenvedtünk Joseph-fel, de mikor megnéztük a felvételeket, láttuk, hogy semmi máshoz nem hasonlítható, amit eddig bármelyikünk látott volna. A ritmusa egyedi, és ha nézed – akkor is, ha tudod, hogy hogyan készült –, összezavarja az érzékszerveidet. Csodálatosan felkavar.”

## Filmzene
A film zenéjét Hans Zimmer szerezte, 2010. július 13-án jelent meg.
| #   | Cím                    | Hossz |
| --- | ---------------------- | ----- |
| 1.  | Half Remembered Dream  | 1:12  |
| 2.  | We Built Our Own World | 1:55  |
| 3.  | Dream Is Collapsing    | 2:28  |
| 4.  | Radical Notion         | 3:43  |
| 5.  | Old Souls              | 7:44  |
| 6.  | 528491                 | 2:23  |
| 7.  | Mombasa                | 4:54  |
| 8.  | One Simple Idea        | 2:28  |
| 9.  | Dream Within a Dream   | 5:04  |
| 10. | Waiting for a Train    | 9:30  |
| 11. | Paradox                | 3:25  |
| 12. | Time                   | 4:35  |

## Bemutató
Az Eredet bemutatójára a hagyományos és az IMAX mozikban egyaránt 2010. július 16-án került sor Észak-Amerikában, Magyarországon pedig július 22-én debütált. Legelső előzetesét a Becstelen brigantyk, a másodikat a Sherlock Holmes, a legutolsót pedig (normál és IMAX verzióban) a Vasember 2. előtt vetítették. Az Eredet világpremierje Londonban volt 2010. július 8-án a Leicester Square-en.

## Fogadtatás
A film a Rotten Tomatoes-on 250 vélemény alapján, 87%-ban pozitív kritika mellett 8/10 ponton áll. Az Empire magazin maximális 5 csillagra értékelte a filmet. Az Internet Movie Database Top 250-es listáján a film 1 260 927 szavazat alapján 8,8/10-es pontszámmal a 14. helyen áll.

## Fontosabb díjak és jelölések
Oscar-díj (2011)
- díj: legjobb operatőr (Wally Pfister)
- díj: legjobb vizuális effektusok
- díj: legjobb hangvágás
- díj: legjobb hangkeverés
- jelölés: legjobb film
- jelölés: legjobb látványtervezés
- jelölés: legjobb filmzene (Hans Zimmer)
- jelölés: legjobb forgatókönyv (Christopher Nolan)

BAFTA-díj (2011)
- díj: legjobb vizuális effektek
- díj: legjobb látványtervezés
- díj: legjobb hang
- jelölés: legjobb film
- jelölés: legjobb rendező (Christopher Nolan)
- jelölés: legjobb operatőr
- jelölés: legjobb eredeti forgatókönyv
- jelölés: legjobb vágás
- jelölés: legjobb filmzene